# Sinh đồ
Sinh đồ (chữ Nho: 生徒), từ năm 1828 thì được gọi là Tú tài (秀才), là một loại học vị trong hệ thống giáo dục Việt Nam thời phong kiến, dùng để chỉ những người đã đỗ cả ba kỳ của khoa thi Hương (tam trường).
Vào đời nhà Hậu Lê mỗi khoa thi Hương có 4 kỳ (xưa gọi là 4 trường) kéo dài khoảng 1 tháng, nội dung thi cơ bản như sau:
- Kỳ I: kinh nghĩa, thư nghĩa;
- Kỳ II: chiếu, chế, biểu;
- Kỳ III: thơ phú;
- Kỳ IV: văn sách.

Thi xong kỳ nào chấm bài kỳ ấy, ai đỗ vào thi tiếp kỳ sau, ai trượt thì về. Thi đỗ kỳ III, vào kỳ IV không đỗ thì được nhận học vị sinh đồ, đỗ cả bốn kỳ được nhận học vị hương cống, và năm sau mới được phép dự thi kỳ thi Hội (nếu muốn).
Hương cống và sinh đồ là tên gọi do vua Lê Thánh Tông đặt năm 1466. Đến năm 1828 vua Minh Mạng mới đổi cách gọi Sinh đồ thành Tú tài (秀才). Cống sĩ được bổ nhiệm làm quan, Sinh đồ (Tú tài) đủ tư cách đi dạy học.

## Một số danh nhân
- Đặng Trần Thường (1759-1813): đỗ Sinh đồ lúc khoảng 30 tuổi, làm quan đến Binh bộ Thượng thư nhà Nguyễn
- Nguyễn Du (1766–1820): đỗ Sinh đồ lúc 18 tuổi, là quan lại thời Lê-Trịnh và thời Nguyễn, đại thi hào, danh nhân văn hóa thế giới
- Phạm Đình Hổ (1768 - 1839): đỗ Sinh đồ khoảng lúc 21-22 tuổi, thời cuối Lê Chiêu Thống; là tác giả của Quốc triều hội điển, Vũ trung tùy bút
- Phan Huy Chú (1782 – 1840): đỗ tam trường khoa thi Hương (các khoa thi 1807, 1819), lúc 26 tuổi và 38 tuổi; làm quan đến Hàn lâm viện Thị độc; nhà thư tịch, nhà bác học Việt Nam
- Trần Tế Xương (1870-1907): đỗ tam trường khoa thi Hương lúc 25 tuổi, nhà thơ Việt Nam